# SG Roncalli
SG Roncalli is een middelbare school in Bergen op Zoom en valt onder het bestuur van de vereniging Ons Middelbaar Onderwijs (OMO). De school staat bekend om het werken in eigen tempo. De school bestaat uit een atheneum-, havo- en vmbo tl-afdeling en telt in het schooljaar 2010-2011 1183 leerlingen.

## Oorsprong
SG Roncalli is ontstaan uit een afdeling de MMS van het Mollerlyceum Bergen op Zoom in 1957. In 1968 werd Roncalli een school voor havo. Door fusie met de protestants-christelijke Juliana Mavo kreeg het Roncalli College in 1971 een mavo-afdeling. De school werd tevens uitgebreid met een atheneumafdeling en ging verder als rooms-katholieke/protestants-christelijke samenwerkingsschool onder de naam: Roncalli Scholengemeenschap.

## Paus Roncalli
Roncalli is de familienaam van paus Johannes XXIII, die paus was van 1958 tot 1963. Hij was geen onderwijshervormer, maar toch is zijn naam aan de school verbonden. Roncalli was een groot voorstander van samenwerking tussen christenen. Zijn optreden kenmerkte zich door eenvoud en menselijkheid. Hij inspireerde destijds de oprichters van de school om de naam Roncalli aan het onderwijs dat hun voor ogen stond, te verbinden

## Eigen Tempo
Kenmerkend aan het Roncalli is de eigen tempo werkwijze ( Dalton-systeem ) ook wel de Roncalli-werkwijze genoemd. Een traditioneel leerjaar wordt hierbij opgedeeld in 6 werkeenheden ook wel 'W' genoemd. Vroeger had men respectievelijk 7 en 8 werkeenheden per jaar. Per werkeenheid krijgt iedere leerling een kaart. Hierbij moet een leerling per kaart voor ieder vak een aantal taken afronden. Als er voor ieder vak een beoordeling op de kaart staat is deze vol en krijgt men een nieuwe kaart.
Vanaf halverwege het tweede leerjaar (W10) mogen de leerlingen hierbij zelf bepalen wanneer men deze taken afrond. Hierdoor kan een leerling zijn eigen tempo bepalen. Deze moeten wel in dezelfde werkeenheid worden afgerond. 
Verder geldt er ook nog een minimumtempo waar iedere leerling aan moet voldoen. Per jaar moet een leerling minimaal 4 kaarten voldoende afronden. Ook moet een leerling per 2 jaar 8 kaarten voldoende afronden. Op het Roncalli kan men twee keer per jaar examen doen; in mei en in augustus.

## Excellent
In het schooljaar van 2012-2013 is het Roncalli een klas begonnen voor hoogbegaafde kinderen. In deze klas krijgen kinderen meer uitdagingen en les op een hoger niveau dan reguliere klassen, ook krijgen ze meer vakken en mogen ze eerder beginnen met het eigen tempo. Roncalli werkt hierbij samen met het CBO uit Antwerpen.

## Bekende oud-leerlingen
- Julia Boschman (2002), zangeres[2]
- Emma Heesters (1996), zangeres[3]
- Fatma Koşer Kaya (1968), juriste en voormalig Tweede Kamerlid[4]
- Henna Playfair (1953-2023), verloskundige[5]